# Joseph Zen Ze-Kiun
Joseph Zen Ze-kiun, SDB (Šangaj, 13. siječnja 1932.) je umirovljeni kineski kardinal Katoličke Crkve koji je služio kao biskup Hong Konga od 2002. do 2009. godine.
Dana 24. travnja 2025., nakon smrti pape Franje, Zenu je dopušteno napustiti Hong Kong kako bi prisustvovao njegovom sprovodu 26. travnja.